# アルコーンの本質
『アルコーンの本質』（アルコーンのほんしつ、Hypostasis of the Archons）は、創世記1章から6章までの聖書釈義書であり、宇宙と人類の創造者についてのグノーシス主義神話が記述されている。 

## 文書の起源
この文書は、1945年に発見されたナグ・ハマディ写本のCG IIの中に含まれていた。この作品はおそらく3世紀に書かれたとみられる。 
ナグ・ハマディ写本の他の作品と同様に、この文書は元々ギリシア語で書かれたと考えられている。ギリシア語原文は発見されておらず、現存するのはコプト語に翻訳されたもののみである。 

## キャラクター
- ソフィア
- デミウルゴス
- アダム
- イヴ
- カイン
- アベル
- セト
- ノーレア